# Bolingo (nom)
Pour les articles homonymes, voir Bolingo.
Bolingo est un nom personnel, prénom ou postnom, ou nom de famille lingala signifiant « amour ».